# Papaver bracteatum
Papaver bracteatum, también conocida como la amapola iraní, es una amapola resistente y perenne con grandes flores rojas profundas de hasta 20 cm de diámetro en rígidos tallos de hasta 1,22 metros de altura con un prominente punto negro cerca de la base de los pétalos. Se relaciona con la amapola oriental comúnmente cultivada, Papaver orientale. 

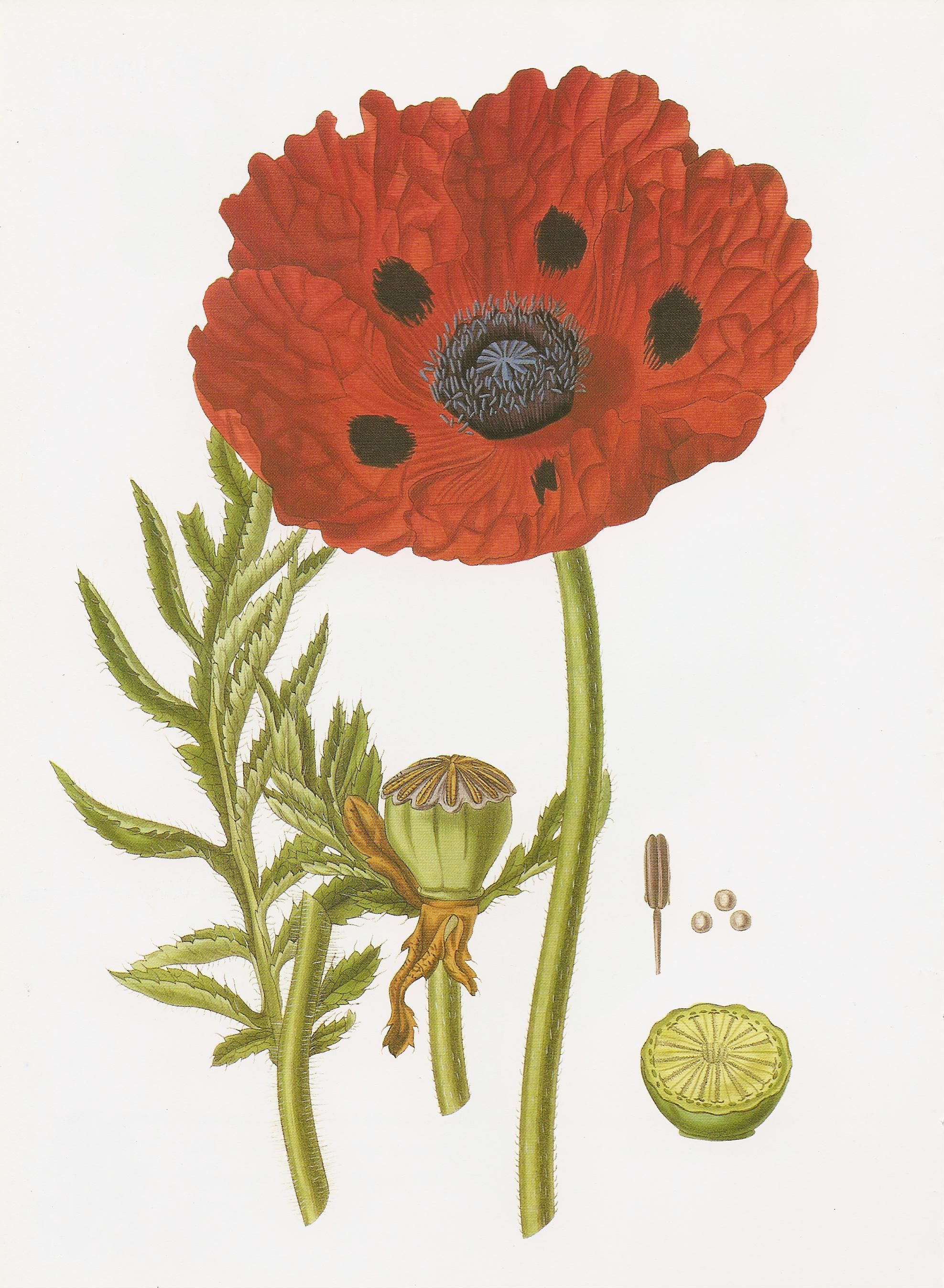
Ilustración de John Lindley en Collectanea botanica (1821).

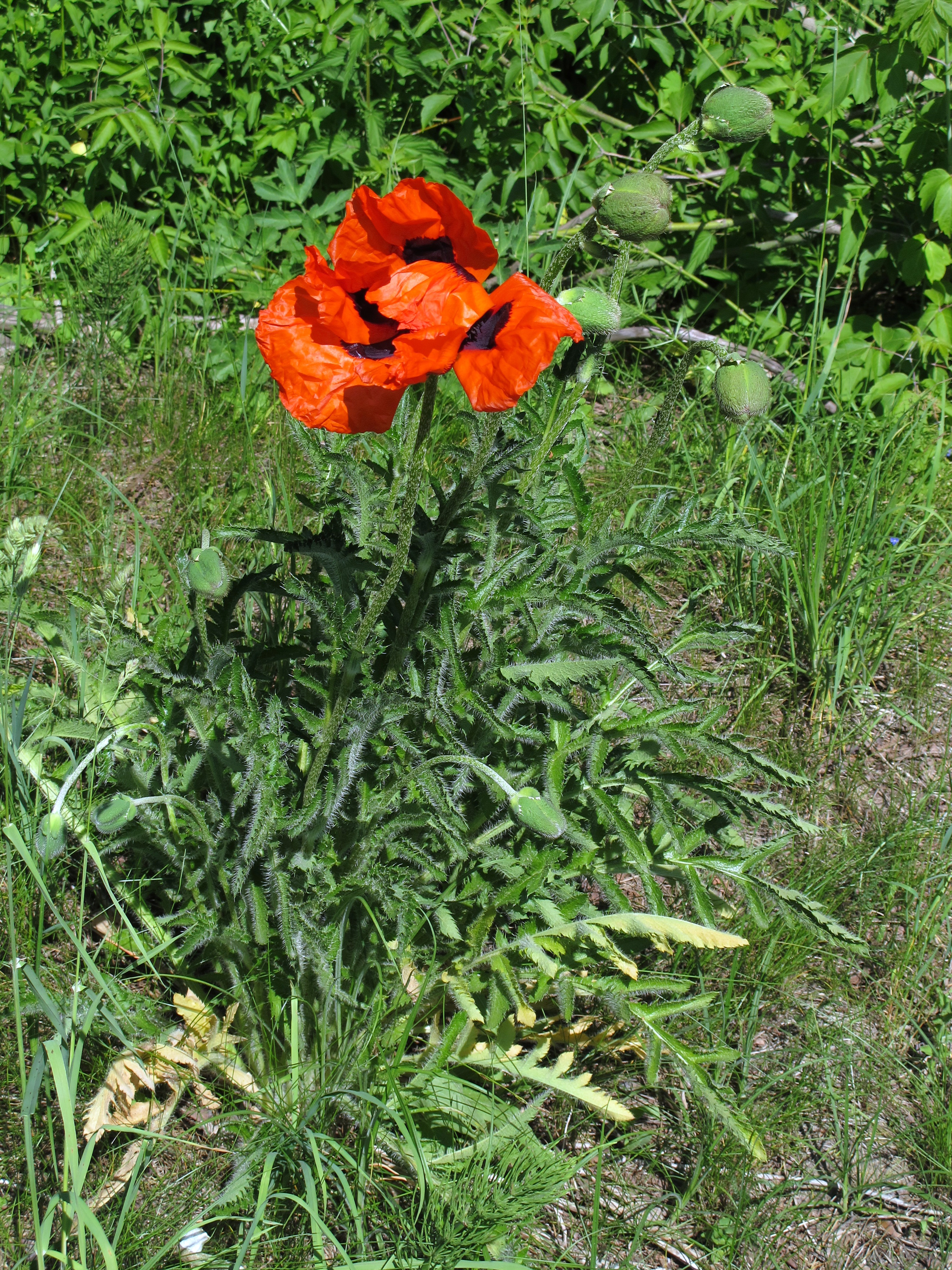
Vista de la planta

## Usos
Esta especie se cultiva para producir tebaína, que se convierte comercialmente en codeína y semi-sintéticos opiáceos. Papaver bracteatum contiene morfina. La oripavina se informó que aparecía en trazas diminutas pero no ejercería una actividad relevante.
En Estados Unidos el cultivo doméstico de P. bracteatum fue propuesto por el presidente Richard Nixon en la década de 1970 como una alternativa al opio de la amapola turca, que el gobierno estaba tratando de eliminar. Sin embargo, los científicos del gobierno de Estados Unidos temían que los compuestos Bentley, que son opioides miles de veces más potentes que la heroína, sustituyeran a la heroína en los EE. UU.

## Taxonomía
Papaver bracteatum fue descrita por John Lindley y publicado en Collectanea Botanica , t. 23. 1821.
Etimología
Ver: Papaver
bracteatum: epíteto latíno que significa "con brácteas".
Sinonimia
- Calomecon bracteatum Spach[7]